# Lijst van afleveringen van Growing Pains
Dit is een lijst met afleveringen van de Amerikaanse televisieserie Growing Pains. De serie telt 7 seizoenen. Een overzicht van alle afleveringen is hieronder te vinden.

## Seizoen 1
| Nr. | Titel aflevering                 | Uitzenddatum VS   |
| --- | -------------------------------- | ----------------- |
| 0   | Unaired Pilot                    | Nooit uitgezonden |
| 1   | Pilot                            | 24 september 1985 |
| 2   | Springsteen                      | 1 oktober 1985    |
| 3   | Jealousy                         | 8 oktober 1985    |
| 4   | Carol's Article                  | 15 oktober 1985   |
| 5   | Superdad                         | 29 oktober 1985   |
| 6   | Mike's Madonna Story             | 5 november 1985   |
| 7   | Weekend Fantasy                  | 12 november 1985  |
| 8   | Slice of Life                    | 19 november 1985  |
| 9   | Carol's Crush                    | 26 november 1985  |
| 10  | Dirt Bike                        | 3 december 1985   |
| 11  | Standardized Test                | 5 december 1985   |
| 12  | A Christmas Story                | 10 december 1985  |
| 13  | The Love Song of M. Aaron Seaver | 7 januari 1986    |
| 14  | First Blood                      | 14 januari 1986   |
| 15  | Slice of Life II                 | 21 januari 1986   |
| 16  | The Seavers vs. the Cleavers     | 28 januari 1986   |
| 17  | Charity Begins at Home           | 18 februari 1986  |
| 18  | Reputation                       | 25 februari 1986  |
| 19  | The Anniversary That Never Was   | 4 maart 1986      |
| 20  | Be a Man                         | 11 maart 1986     |
| 21  | Career Decision                  | 6 mei 1986        |
| 22  | Extra Lap                        | 13 mei 1986       |

## Seizoen 2
| Nr. | Titel aflevering                 | Uitzenddatum VS   |
| --- | -------------------------------- | ----------------- |
| 1   | Jason and the Cruisers           | 30 september 1986 |
| 2   | Fast Times at Dewey High         | 21 oktober 1986   |
| 3   | Long Day's Journey Into Night    | 28 oktober 1986   |
| 4   | Call Me                          | 11 november 1986  |
| 5   | Employee of the Month            | 18 november 1986  |
| 6   | Dream Lover                      | 25 november 1986  |
| 7   | Do You Believe in Magic?         | 2 december 1986   |
| 8   | Jason's Rib                      | 9 december 1986   |
| 9   | The Kid                          | 16 december 1986  |
| 10  | The Breakfast Club               | 6 januari 1987    |
| 11  | Choices                          | 13 januari 1987   |
| 12  | Higher Education                 | 20 januari 1987   |
| 13  | Some Enchanted Evening           | 27 januari 1987   |
| 14  | Thank You, Willie Nelson         | 3 februari 1987   |
| 15  | Thank God It's Friday            | 10 februari 1987  |
| 16  | My Brother, Myself               | 24 februari 1987  |
| 17  | Jimmy Durante Died for Your Sins | 3 maart 1987      |
| 18  | Carnival                         | 10 maart 1987     |
| 19  | The Awful Truth                  | 17 maart 1987     |
| 20  | Born Free                        | 31 maart 1987     |
| 21  | The Long Goodbye                 | 4 mei 1987        |
| 22  | Confidentially Yours             | 19 mei 1987       |

## Seizoen 3
| Nr. | Titel aflevering                          | Uitzenddatum VS   |
| --- | ----------------------------------------- | ----------------- |
| 1   | Aloha: Part 1                             | 18 september 1987 |
| 2   | Aloha: Part 2                             | 18 september 1987 |
| 3   | Taking Care of Business                   | 22 september 1987 |
| 4   | Not Necessarily the News                  | 29 september 1987 |
| 5   | Michaelgate                               | 6 oktober 1987    |
| 6   | Big Brother's Not Watching                | 13 oktober 1987   |
| 7   | A Star Is Born                            | 27 oktober 1987   |
| 8   | Gone But Not Forgotten                    | 3 november 1987   |
| 9   | Who's Zoomin' Who?                        | 10 november 1987  |
| 10  | This Is Your Life                         | 17 november 1987  |
| 11  | Broadway Bound                            | 24 november 1987  |
| 12  | The Scarlet Letter                        | 14 oktober 1988   |
| 13  | A Reason to Live                          | 8 december 1987   |
| 14  | Nasty Habits                              | 15 december 1987  |
| 15  | The Marrying Kind                         | 5 januari 1988    |
| 16  | State of the Union                        | 12 januari 1988   |
| 17  | The Mom Who Knew Too Much                 | 26 januari 1988   |
| 18  | Great Expectations                        | 9 februari 1988   |
| 19  | Dance Fever: Part 1                       | 1 maart 1988      |
| 20  | Dance Fever: Part 2                       | 2 maart 1988      |
| 21  | Bringing Up Baby                          | 9 maart 1988      |
| 22  | The Obscure Objects of Our Desire: Part 1 | 30 maart 1988     |
| 23  | The Obscure Objects of Our Desire: Part 2 | 29 maart 1988     |
| 24  | How the West Was Won: Part 1              | 20 april 1988     |
| 25  | How the West Was Won: Part 2              | 26 april 1988     |
| 26  | Graduation Day                            | 4 mei 1988        |

## Seizoen 4
| Nr. | Titel aflevering              | Uitzenddatum VS  |
| --- | ----------------------------- | ---------------- |
| 1   | Fool for Love                 | 19 oktober 1988  |
| 2   | Birth of a Seaver             | 26 oktober 1988  |
| 3   | Family Ties: Part 1           | 2 november 1988  |
| 4   | Family Ties: Part 2           | 9 november 1988  |
| 5   | Guess Who's Coming to Dinner? | 16 november 1988 |
| 6   | Homecoming Queen              | 23 november 1988 |
| 7   | Nude Photos                   | 30 november 1988 |
| 8   | Ben's First Kiss              | 7 december 1988  |
| 9   | The Nanny                     | 4 januari 1989   |
| 10  | Mandingo                      | 11 januari 1989  |
| 11  | In Carol We Trust             | 18 januari 1989  |
| 12  | Mom of the Year               | 25 januari 1989  |
| 13  | Semper Fidelis                | 1 februari 1989  |
| 14  | Feet of Clay                  | 8 februari 1989  |
| 15  | Anniversary from Hell         | 15 februari 1989 |
| 16  | Fortunate Son                 | 22 februari 1989 |
| 17  | Double Standard               | 1 maart 1989     |
| 18  | The Recruiter                 | 15 maart 1989    |
| 19  | Show Ninety -- Who Knew?      | 22 maart 1989    |
| 20  | Second Chance                 | 19 april 1989    |
| 21  | The Looooove Boat: Part 1     | 26 april 1989    |
| 22  | The Looooove Boat: Part 2     | 3 mei 1989       |

## Seizoen 5
| Nr. | Titel aflevering                   | Uitzenddatum VS   |
| --- | ---------------------------------- | ----------------- |
| 1   | Anger with Love                    | 20 september 1989 |
| 2   | Mike and Julie's Wedding           | 27 september 1989 |
| 3   | Carol Meets the Real World         | 4 oktober 1989    |
| 4   | Fish Bait                          | 11 oktober 1989   |
| 5   | Teach Me                           | 18 oktober 1989   |
| 6   | Carol's Papers                     | 25 oktober 1989   |
| 7   | Coughing Boy                       | 1 november 1989   |
| 8   | The New Deal: Part 1               | 8 november 1989   |
| 9   | The New Deal: Part 2               | 15 november 1989  |
| 10  | Paper Route                        | 22 november 1989  |
| 11  | Five Grand                         | 29 november 1989  |
| 12  | Carol's Promotion                  | 6 december 1989   |
| 13  | Ben and Mike's Excellent Adventure | 13 december 1989  |
| 14  | The Triangle                       | 3 januari 1990    |
| 15  | The Return of the Triangle         | 10 januari 1990   |
| 16  | The Home Show                      | 17 januari 1990   |
| 17  | Jason vs. Maggie                   | 24 januari 1990   |
| 18  | Mike, Kate and Julie               | 31 januari 1990   |
| 19  | Mike, the Teacher                  | 7 februari 1990   |
| 20  | Carol in Jail                      | 14 februari 1990  |
| 21  | Future Shock                       | 21 februari 1990  |
| 22  | Cheating                           | 14 maart 1990     |
| 23  | Mike the Director                  | 21 maart 1990     |
| 24  | Weekend at Mike's                  | 4 april 1990      |
| 25  | Ben's Movie                        | 25 april 1990     |
| 26  | Where There's a Will               | 2 mei 1990        |

## Seizoen 6
| Nr. | Titel aflevering                     | Uitzenddatum VS   |
| --- | ------------------------------------ | ----------------- |
| 1   | Mike's Choice                        | 19 september 1990 |
| 2   | Midnight Cowboy                      | 26 september 1990 |
| 3   | Roommates                            | 3 oktober 1990    |
| 4   | Daddy Mike                           | 10 oktober 1990   |
| 5   | Ben's Sure Thing                     | 17 oktober 1990   |
| 6   | Jason Flirts, Maggie Hurts           | 24 oktober 1990   |
| 7   | Happy Halloween: Part 1              | 31 oktober 1990   |
| 8   | Happy Halloween: Part 2              | 31 oktober 1990   |
| 9   | Let's Go Europe: Part 1              | 7 november 1990   |
| 10  | Let's Go Europe: Part 2              | 14 november 1990  |
| 11  | Let's Go Europe: Part 3              | 21 november 1990  |
| 12  | Divorce Story                        | 5 december 1990   |
| 13  | The World According to Chrissy       | 19 december 1990  |
| 14  | How Could I Leave Her Behind?        | 2 januari 1991    |
| 15  | Like Father, Like Son                | 9 januari 1991    |
| 16  | Ben's Rap Group                      | 23 januari 1991   |
| 17  | Eddie, We Hardly Knew Ye             | 30 januari 1991   |
| 18  | Maggie Seaver's: The Meaning of Life | 6 februari 1991   |
| 19  | All the World's a Stage              | 13 februari 1991  |
| 20  | Not with My Carol You Don't          | 20 februari 1991  |
| 21  | Meet the Seavers                     | 6 maart 1991      |
| 22  | Carol's Carnival                     | 27 maart 1991     |
| 23  | Home Schooling                       | 17 april 1991     |
| 24  | Viva Las Vegas                       | 24 april 1991     |

## Seizoen 7
| Nr. | Titel aflevering              | Uitzenddatum VS   |
| --- | ----------------------------- | ----------------- |
| 1   | Back to School                | 18 september 1991 |
| 2   | Stop, Luke and Listen         | 25 september 1991 |
| 3   | In vino veritas               | 28 september 1991 |
| 4   | Paper Tigers                  | 5 oktober 1991    |
| 5   | The Young and the Homeless    | 12 oktober 1991   |
| 6   | Jason Sings the Blues         | 19 oktober 1991   |
| 7   | The Kid's Still Got It        | 26 oktober 1991   |
| 8   | There Must Be a Pony          | 2 november 1991   |
| 9   | The Big Fix                   | 9 november 1991   |
| 10  | Home Malone                   | 14 november 1991  |
| 11  | Bad Day Cafe                  | 23 november 1991  |
| 12  | B=MC2                         | 30 november 1991  |
| 13  | It's Not Easy Being Green     | 21 december 1991  |
| 14  | The Call of the Wild          | 4 januari 1992    |
| 15  | Honest Abe                    | 17 januari 1992   |
| 16  | Vicious Cycle                 | 1 februari 1992   |
| 17  | Menage a Luke                 | 8 februari 1992   |
| 18  | The Five Fingers of Ben       | 22 februari 1992  |
| 19  | Don't Go Changin'             | 29 februari 1992  |
| 20  | The Truck Stops Here          | 21 maart 1992     |
| 21  | Maggie's Brilliant Career     | 4 april 1992      |
| 22  | The Wrath of Con Ed           | 11 april 1992     |
| 23  | The Last Picture Show: Part 1 | 25 april 1992     |
| 24  | The Last Picture Show: Part 2 | 25 april 1992     |